# 東かりん
東 かりん（あずま かりん）は、日本の女性声優。主にアダルトゲームに声をあてている。

## 人物・エピソード
デビューのきっかけは、あるとき絵が可愛いという理由でとあるゲームをプレイしたところ、それが18禁の美少女ゲームであり、ヒロインの女の子のセリフも多くて「こういうのに出られたらいいな」と思い、何もわからないままオーディションを受けてみたところ受かったことから。

### ☆ラジ関連
ロックンバナナにて配信されているCLOCKUP関連のインターネットラジオ番組「☆ラジ」にてパーソナリティを務める。 愛称の「さっかりん（殺かりん）」は、「☆ラジ」にてCLOOKUPディレクターのいけだかなめ。により愛称募集の提案をされて、番組内のリスナー投票により決定した。また、 「☆ラジ」にて同じくパーソナリティだった鈴音華月と孕み系声優ユニット「りん月」を結成していた。
持ち歌として声優の高井戸雫が作詞をした「追い風をちょうだい」がある。この歌は☆ラジ-2nd Season-ラジオCD「夏だし、ノーブ・ラで流浪しよう☆ミ」に収録されている。

## 出演作品
※太字は主役もしくはヒロイン。

### アダルトゲーム

#### 2005年
- 確かにキミはココにいた※東花梨名義[2]。
- あくらつ 〜恥辱の百合姉妹〜（桐生 雪乃）

#### 2006年
- あまからツインズ〜双姉といっしょ〜（桜樹 春歌）
- ヴァリスX（麻生 優子）
- ひかえぃ!（高梨 夏姫）
- 堕姫（キャロル・デル・ジュ・アルストロメリア）
- 東京封鎖 〜キミが隣にいた昨日〜（金田 遥）
- Swindle（市倉 さくら）

#### 2007年
- すくぅ〜る・らぶっ!2 〜恋するパフェちっく〜（阿倍 明日香）
- 口唇包柔（宮城 里穂）
- みんな大好き子づくりばんちょう（馬浪 夏美）
- 幸福の食卓（一ノ瀬　乙葉）
- すぺしゃりて!（久坂 美桜）
- 詩篇69 〜深淵のメサイア〜（マリー・ジュノーン、デュノア）
- お嬢様をいいなりにするゲーム（諏訪 エミリ）
- 触神（白川 清）
- わんわん、もーもー、うさうさ、こーん!（曽根崎 命）
- Under the Moon ～つきいろ絵本～

#### 2008年
- いじわる My Master（ロボ）
- 淫触の病棟〜禁忌の生贄たち〜（幼宮 祥）
- 陵辱学園チアガールズ公開調教 風香編（風香）
- 隷嬢学園2 〜嗜虐の花園〜（綾小路 麗子）
- クリムゾン・レーキ（六波羅 毬江）
- りとる・ピース vol.2 クロス×ストリート（野田 絵美理）
- 凛辱の城 傀儡の王（エレーゼ・フォン・ローゼンバーグ）
- 淫乳ファミレス 〜深夜の母乳サービスはいかが?〜（園山 琴美）
- 少女魔法学リトルウィッチロマネスク editio perfecta（セファ）
- 彷徨う魂に安らぎの刻を（藍沢 真理）
- はなマルッ!2（香山 紫苑、桐嶋 アイリス）
- エインズワースの魔物たち（ウェンディ、アニエス）
- ヴェルディア幻奏曲（イレーネ・カトルディータ）
- 極嬢痴漢電車〜快楽絶頂ラッシュアワー（二階堂 沙枝）
- DokiDokiる〜みんぐ（春日 春）
- 戦極姫 -戦乱の世に焔立つ-（島津 歳久、細川藤孝、細川幽斎）
- おっぱいの王者48（大津 留京、萩沢 菜月、野洲丸 巴、下泉 小雪、和田 周参見、須田 瑞月、宇宿 すずな）
- 恋の恋 〜れんのこい〜（咲芝 伽羅）
- なかだし娘妹 ハーレム編 パパのアレを一緒に飲み干してあげたいの（羽生 鮎香）
- 桃色大戦ぱいろん（星川ユズハ）
- 学園催眠隷奴[3]
- ザーメンセキュリティ2009  (理々代 美々子)

#### 2009年
- 触神2（本居 彩華）
- 牢獄のミスリート 〜復讐の淫薬調教〜（フィオ）
- 恋の恋 Others（咲芝 伽羅）
- もしもこんなショッピングモールがあったら!?いきます☆（櫻井 由梨、アスナ、船越 瑞穂、小松 杏子）
- 星空のメモリア -Wish upon a shooting star-（蒼 衣鈴）
- 麗辱の館 〜淫緑五姉妹汁姦記〜（城之内 鴒）
- 姉ったい注意報!?（犬塚 文）
- Divus Rabies（ジュリア）
- ビーチクビーチ 〜南国乳辱撮影会〜（星崎 七海）
- 乱れて交わる俺と姫〜姫と執事と歌姫とその他大勢と〜（リリ・ゼイフォン）
- 黄昏に煌く銀の繰眼（比良坂 愛唯）
- 未来の国から中出し求めてはるばると（トラエさん）
- EVIL×BRIDE（ポーシェ）
- Sweetest Maman!（美崎 若菜、美崎 静香）
- このままじゃ、姉とSEXしてしまう!? ： あれ、弟よ、いま中でださなかった?（春日 あろえ、春日 つばき）
- 世界に男は自分だけ全世界の女性を妊娠させて人類を救え!（ルイーゼ・リピッシュ）
- 出撃!! 乙女たちの戦場〜闇を切り裂く、にび色の徹甲弾〜（西澤 朝陽、早乙女 愛）[4]
- ジェイルブレイク（小倉 未央）[5]
- MONSTER PARK（ルシア）[6]

#### 2010年
- 淫辱都市/堕天の贄（ウルスラ）
- 黄昏のエレジーア（ジュリエッタ）
- 星空のメモリア Eternal Heart（蒼 衣鈴）
- ズブ濡れの義姉・香澄「私の水着にそんな汚いもの、染み込ませないで!」（沢渡 恵美）
- 炎の孕ませおっぱい身体測定（国武 月衛）
- どすこい!女雪相撲 胸がドキドキ初場所体験（錦具大牙）
- 魔界天使ジブリール4（星川 ユズハ）
- Reunion〜3日間だけのプチ同棲〜（椎野 契）
- えろげー! 〜Hもゲームも開発三昧〜（愛沢 れもん）
- 処女はお姉さまに恋してる 〜2人のエルダー（立花 耶也子）
- すてぃ〜るMyはぁと（二階堂 まな）
- 万引き、ダメ。絶対!! 〜清楚な万引き女子・クラス全員2本挿し!ダブルω計画〜（稲垣 美悠、左近司 梓、教育実習生）
- 侵蝕3〜淫魔の生贄〜（桐原 夏姫）
- さくらビットマップ（幸村 みどり）
- ObsceneGuild -片翼の堕天使-（キュリオ・メルテス・レイベントール）
- 淫辱都市/堕天の贄（ウルスラ）
- 恥感 〜少女は悦楽行きの電車に乗って〜（鷹野 詩織）
- りぼる・さもなー Revolving Summoner（ダージリン）
- 戦極姫2〜戦乱の世、群雄嵐の如く〜（正木 時茂、長野 業正）
- すぷらっしゅ!（星野 みなも）
- あまあね（下柳 月子）
- 姉です。 〜姉死覚悟の「弟しぼり」な夏が来る!〜（佐倉 綾華）
- 月染の枷鎖 -the end of scarlet luna-（柊 なずな）
- はるかぜどりに、とまりぎを。 2nd Story 〜月の扉と海の欠片〜（花咲 卯里）
- 三極姫〜乱世、天下三分の計〜（孫権仲謀、郭嘉奉孝）
- Knight Carnival!（ラモラック）
- 神楽幻想譚〜妖かしの姫〜（国見 晶）
- 魍魎の贄（薬師寺 レイカ）
- Let's 快盗! ヌすみ系!? 〜あの子のハートの盗み方、教えます♪〜（銭型 乙女）[7]
- Junk Seeker（八重 桜）[8]
- MISAO 〜淫辱忍法伝〜（蛍火）[9]

#### 2011年
- まかぱらっ!〜あの世でめちゃモテ〜（龍乃宮 亜麻音）
- 雀極姫（島津歳久）
- 神楽早春賦（国見 晶）
- へんし〜ん!!! 〜パンツになってクンクンペロペロ〜（中田 椎那）
- 大帝国（カテーリン）
- 恋祭☆綺想カメリアノート（百地 理保子）
- euphoria（安藤 都子[10]）
- さくら色カルテット（鞍馬 綾乃）[11]
- Lunaris Filia 〜キスと契約と真紅の瞳〜（速水 真衣）
- 戦極姫3〜天下を切り裂く光と影〜（島津歳久、長野業正、正木時茂）
- 戦国天使ジブリール（星川 ユズハ / ジブリールユノス / 武田・徳栄ユズハ軒・信玄）[12]
- ブレイズハート（十乃川 雷花）[13]
- 放課後かすたむ☆たいむ（たむたむ）[14]
- プリーズ・レ◯プ・ミー!（河野 さくら）[15]
- 輝光翼戦記 銀の刻のコロナ（穂村 茜）[16]
- 妹選抜☆総選挙 〜365人の妹いちゃラブマニフェスト〜（橘 茉莉）[17]
- 復讐催眠 〜月の姫君は服従の夢をみるか?〜（マリ・ルクレール）[18]
- 美乳kiss姉 理美 「弟のクセに逆らうなんて……ナマイキよ」（酉谷 菜々恵）[19]

#### 2012年
- えれくと!（リリエラ・チューラック）[20]
- おとたま〜ぼくたちガールズバンドです〜（まり / 初芝 真理）[21]
- おれつま! 〜オレがマンション管理人になったら人妻たちとちょっとイイコトできちゃうかも!?〜（斎賀 茂美）[22]
- かみデレ（徳永 星乃）[23]
- グリザイアの迷宮（ミリエラ・スタンフィールド）
- 催眠遊戯（富川紫雲）[24]
- 三極姫2〜天地大乱・乱世に煌く新たな覇龍〜（孫権仲謀[25]、郭嘉奉孝[26]、王平子均[27]）
- Thief and troll（シャーム・テイル）[28]
- 出撃!乙女たちの戦場3〜電撃作戦!戦果はエースの名のもとに〜（ノエル・ブラウン）[29]
- しりこん☆まじっく（シータ）[30]
- 聖もんむす学園（シレーネ・セントール）[31]
- 戦極姫4〜争覇百計、花守る誓い〜（島津歳久[32]）
- 操心術∞（城咲麻紀）[33]
- 闇姫煉辱 〜終わらない正欺の鉄槌〜（道成寺清姫）
- 第2回妹選抜☆総選挙〜366人目の妹いちゃラブ後日談〜（橘 茉莉）[34]
- てにおはっ! 〜女の子だってホントはえっちだよ?〜（姫川 絢美）[35]
- 放課後☆エロゲー部!（春咲 日向子）[36]
- HOTOTOGISU -滅せぬもののあるべきか-（塚本 篝）[37]
- 炎の孕ませおっぱい乳同級生（芹沢 寧[38]、恵美野 左近[39]）
- 僕以外の男を知らない彼女が他の男に抱かれていた -教育実習先で寝取られる彼女-（徳山 桃花）[40]
- ボクスキ! 男の娘(ボク)を好きって言ってよ!（綾瀬 ユキ）
- 未来はキミに恋してる（久遠 リンネ）[41]
- もののけ淫妖譚 こんなに可愛い娘が人間のはずがない!（古海里 諸巴）[42]
- 夢喰い -つるみく式ゲーム製作- Re:dream（水無瀬 フランツィスカ）[43]
- 淫蟲猟域（小笠 瑠璃）[44]
- リヴォルバーガール☆ハンマーレディ（ネーナ ナインティーナイン）[45]
- LILITH-IZM08 のぶしと黒IZM（蛍火）[46]

#### 2013年
- GEARS of DRAGOON〜迷宮のウロボロス〜（フィリア・エルピス）[47]
- 巨乳JKアイドル声優寝取られスタジオ（月森 みはや）[48]
- 輝光翼戦記 銀の刻のコロナFD（穂村 茜）[49]
- デデンデン!（凛、タンポポ）[50]
- みんな捧げちゃう!（深江 睦）[51]
- ヤバい!-復讐・闇サイト-（印南 美涼）[52]
- 炎の孕ませ“わんぱく”おっぱいお嬢さま学園（伊万莉 要）[53]
- グリザイアの楽園（ミリエラ・スタンフィールド）[54]
- 御伽噺は闇の中（遠藤 弓姫）[55]
- ミニパイくれ〜ま〜 〜文句を言いたいのにおっぱいが感じちゃう〜（周防 優佳）[56]
- フレラバ 〜Friend to Lover〜（皆原 陽茉莉）[57]
- 巨乳×露出 -Kカップもぎたて果実とLカップ熟れた果実のお外でぷるるん味比べ!-（狛江 晴香）[58]
- 淫虐の学園 〜猥堕に蔓延る復讐の罠〜（野間口 晶）
- 三極姫3 〜天下新生〜（郭嘉[59]、王平[60]、孫権[61]、文醜[62]）
- 妹*シスター（藤崎 空）[63]
- SEXティーチャー剛史〜純情乙女が濡らしちゃう秘密の性感授業〜（清泉 愛純）[64]
- MA☆KO HUNTER（ドミナ・オルケシス）
- √ハーレム! Root Harem!（碧守 稲穂）[65]

#### 2014年
- 巨乳JK生主生ハメ生中出し（栗山 るん）[66]
- 聖もんむすFestival!!〜お祭りだよ全員集合!〜（シレーヌ・セントール）[67]
- 膣内射精AV撮影 〜JK女将温泉接待 あなたの娘がAV出演します〜（赤松 凛）[68]
- 常夏姉妹サンド（山城 涼乃）[69]
- ももいろ性癖開放宣言!（北見 華恋）
- 昆蟲姦察 螽（早乙女 ほたる）[70]
- Knight&Princess（リンクス・イリテモ）[71]
- 子作りしようよ ソーマくん〜えっちな娘でもいいですか?〜（三稜谷 潤未）[72]
- 催眠術RE（相沢 裕未）[73]
- 姫汁（杏）[74]
- 強引にされると嬉しくて初めてでもよく喘いじゃう令嬢な幼馴染 優衣 「やめて、脚に触れないで……でも本当は気持ちいいの」（相川 深雪）[75]
- 超催眠術学園（日比野 美青）[76]
- アストラエアの白き永遠（渡部 椎菜）[77]
- 恋愛リベンジ（楠ノ木 たつき、小清水 百合）[78][79]
- リア充クラスメイト孕ませ催眠（鈴片 華音）[80]
- クルセイドハート カレン 〜呪淫洗脳の罠〜（アニエス・グリム）[81]
- どうして、そんなに黒い髪が好きなの?（鳳月 うらら）[82]
- 姪ドキッ!茶。（早野 朋実）[83]
- VenusBlood -HYPNO-（ジュデッカ・ローズクォーツ）[84]
- 神骸魂装姫ヤクモ（宇都宮 夕姫、ディジア）[85]

#### 2015年
- 侵蝕 -零- 〜淫魔の生贄〜（幻夢）[86]
- 1/7の魔法使い（綾部 凛穂）[87]
- 戦極姫6〜天下覚醒、新月の煌き〜（佐々木 小次郎、最上 義光、葛西 晴信）[88]
- ゆきこいめると（宇奈月 雫里）[89]
- 水着少女と媚薬アイス 〜残念なカノジョのしつけ方、教えます〜（春坂 ひなた）[90]
- あやかしコントラクト（霧生 碧）[91]
- 中二病な彼女の恋愛方程式（黒峰 澪音）[92]
- ふたなりエルフ快楽調教「だめっ♥でるううぅっ♥これ以上出したくないいいぃぃ♥」（フレナ）[93]
- アクよめ! 悪魔な嫁に絞られる（そら）[94]
- 姉とプリンセスは嫌われたくない。-俺のラブコメ18禁フラグ、またしても管理できず-（ぶどう）[95]
- 蝕悦忍法帖〜無間絶頂、異種姦地獄〜（アヤネ）[96]
- 操心術外伝〜綾河博士のHENTAI事件簿〜（富隈 冬紬）[97]
- 魔法少女コノカ-異種植手・無限煉獄-（弥乙女 このか）[98]
- 星空のバビロン -迫り来るコズミックすけべおねぇさんズ-（ポン太、ドラドーラ）[99]
- ちんくる★ツインクル フェスティバル!（宗像 千遥）[100]
- 吸血姫のリブラ（大峰 楓）
- ハラミタマ（早崎 由夏）
- フォーリンラブ×4tune（イヴ）
- 淫らに喘ぐ七人の夜這いする孕女（森園 梨帆）

#### 2016年
- 戦御村正 -剣の凱歌-（クエステルエバレット、エルヴィナハイデンハイム、ラモラックウォーカー）
- 姦獄学園 ERE（高村 梢恵）
- 名門女子校旅行 ～俺だけ男なんですが!?～（飛鳥 由香里）
- 天極姫2 ～覇権争奪、幻妖の将星～（孟獲）
- 深層パラレルパラドックス -並行世界の理想郷-（紫香楽 玲文）
- WIZARD LINKS（淫魔オルフェナ）
- ギラ星アイドル裏プロジェクト（マリヤ）
- 魔法少女アリサ ～異種触手†無限アクメ受胎～（コノカ）
- 風紀委員 白紗（霧麻 白紗）
- 催眠委員長（在澤 文佳）
- JD温泉。 ～エロエロダイナマイト女子大生との温泉生活 ♨～（本田 みのり）
- 戦極姫7 ～戦雲つらぬく紅蓮の遺志～（留守 政景）
- サポありショウジョ（西條 璃子）
- HOTOTOGISU ～ULTRA PATRIOT～（金山 貴子、店員、受付嬢）

#### 2017年
- アストラエアの白き永遠 Finale -白き星の夢-（渡部 椎菜）
- 戦御村正 ‐剣の凱歌‐ DX（クエステルエバレット、エルヴィナハイデンハイム、ラモラックウォーカー）
- 水葬銀貨のイストリア（久末 紫乃）
- 魔女と剣と千の月（橘 つばめ）

#### 2018年
- 催眠学舎（杏堂 彩希）
- カスタムオーダーメイド3D2（油谷 英奈）
- 働くオトナの恋愛事情2（瀬戸 莉香子）
- えろぼいす! Hなボイスでいちゃラブサクセス♪（愛沢 れもん）
- 膣内射精AV撮影 ～JK女将温泉接待 あなたの娘がAV出演します～ リマスター（赤松 凛）

#### 2019年
- 大戦御村正 -魔人覚醒-（クエステル・エバレット、ラモラック・ウォーカー、アミルカル・ドーチェリーニ）
- 星空のメモリア HD -Shooting Star＆Eternal Heart アニバーサリーBOX-（蒼 衣鈴）

#### 2020年
- 隷嬢管理棟 ～制服少女たちの搾乳隷属記～（清水 まゆり）[101]
- 悪堕ち 魔導処女 ～絶対支配の触手調教～（佑奇 熾乃）[102]

#### 2023年
- お姉ちゃん（たち）はお世話されたい！（和瀬尾 向日葵）[103]
- ははむす外伝 ～水晶の女王フィーナ～（エルザ・フォーフリア）[104]

### コンシューマーゲーム
- Friend to Lover 〜フレラバ〜（皆原 陽茉莉）[105]

### ソーシャルゲーム
- Quiz of Walkure（プリシラ、アニエ、ロトア、フィーナ、チュン、レフィル、ハルルゥ）[106]
- X-Overd（フェリス)

### OVA
- euphoria（安藤 都子）[107]
- プリーズ・○○○・ミー！〜九条さくら ピーを…ピーに…ピーして下さい♡ 編〜（河野 さくら）[108]
- てにおはっ!〜女の子だってホントはエッチだよ?〜
  - 上巻「パワハラ・セクハラ・初体験!?」（姫川 絢美）[109]
  - 下巻「女友達と、いつでもどこでも❤」[110]

### CD/DVD
- ☆ラジ-2ndシーズン-ラジオCD
- ☆ラジ ラジオDVD

### インターネットラジオ
- ☆ラジ
  - ☆（やか）ラジ
  - ☆（ビク）ラジ〜南国でイって何が悪い。〜
  - 黄昏に煌く銀の繰眼のWEBラジオ…だけど、長いから ☆（にく）ラジ
  - ☆（いや）ラジ
  - ☆（ルロオの）ラジオ
  - ☆（ノーブ）ラジオ
  - ☆（エロ）ラジ
  - ☆（いだてん）ラジ
  - ☆（まかぱ）ラジオッ!
  - ☆（触診）ラジ
  - ユーフォリアラジオ、略して☆（リア）ラジオ
  - ☆（レプ）ラジ
  - ☆（育）ラジ
  - ☆（あな）ラジ
  - ☆（おま）ラジ
  - ☆（テラ）ラジ
  - ☆（どぶ）ラジ
  - ☆（んげ）ラジ
  - ☆（あに）ラジ
  - ☆（いが）ラジ
  - ☆（おか）ラジ
  - ☆（あず）ラジ
  - ☆（すず）ラジ
  - ☆（フニ）ラジ
  - ☆（まが）ラジ

### 歌
- スゥイート・ユア・レ○プ・ミー！（OVA『プリーズ・○○○・ミー！』主題歌）
  - 歌：りん月（東かりん、鈴音華月）
- 汝、隣人の扉を開けよ！（『おれつま! 〜オレがマンション管理人になったら人妻たちとちょっとイイコトできちゃうかも!?〜』主題歌）
  - 歌：りん月
- たった一つだけの大切な場所（『おとたま〜ぼくたちガールズバンドです〜』キャラクター主題歌）
  - 歌：まり
- Fuzzy Rose Colors（『ももいろ性癖開放宣言！』主題歌）
  - 歌：ファジーローズカラーズ（稲森千鶴（佐倉もも花）、織田茉桜（御苑生メイ）、霧生院竜胆（このは）、大江神楽（鈴音華月）、北見華恋）
- and happy（『Friend to Lover 〜フレラバ〜』皆原陽茉莉キャラクターソング）
  - 歌：皆原陽茉莉